# Closterium cynthia
Closterium cynthia var. jenneri là một loài Song tinh tảo trong họ Desmidiaceae, thuộc chi Closterium.